# Parevia gurma
Parevia gurma là một loài bướm đêm thuộc phân họ Arctiinae, họ Erebidae.